# Baringochromis
Baringochromis è un genere estinto di pesci ossei appartenente alla famiglia dei Cichlidae, descritto a partire da fossili trovati in terreni del Miocene superiore nell'attuale Kenya centrale.

## Descrizione
Baringochromis era dotato di un corpo compresso lateralmente, relativamente stretto rispetto alla profondità.
La lunghezza standard raggiunge i 79,7 mm, mentre la lunghezza totale arriva fino a 90,9 mm.
Baringochromis si distingue da altri ciclidi per la seguente combinazione di caratteri: vomere non incavato, lacrimale con quattro tubuli della linea laterale seguito da cinque infraorbitali tubulari, denti della mascella orale esclusivamente tricuspidati o misti tricuspidati e unicuspidati, preopercolo con tre tubuli della linea laterale sul braccio inferiore, opercolo e subopercolo parzialmente scagliosi, uroiale privo di proiezione anterodorsale, numero ridotto di spine e raggi delle pinne, presenza di uno o nessun osso supraneurale, 27–29 vertebre, scaglie cicloidi sul corpo e sulla testa e otoliti con rostro e antirostrum prominenti separati da una profonda incisura.

## Classificazione
Baringochromis venne descritto per la prima volta nel 2020, sulla base di fossili rinvenuti in terreni risalenti al Miocene superiore del Kenya centrale. Gli autori della prima descrizione lo hanno attribuito alla sottofamiglia Pseudocrenilabrinae.
Il genere comprende tre specie: Baringochromis senutae, B. sonyii e B. tallamae, basate sull'analisi di 78 scheletri articolati. Queste specie mostrano differenze nella dentatura orale e in caratteri morfometrici della testa, della base della pinna dorsale e della profondità del corpo, suggerendo che costituissero un antico "species flock", ossia un gruppo di specie isolate derivate da una singola specie e differenziatesi per riempire differenti ruoli ecologici all'interno della stessa area.Melanie Altner; Bettina Reichenbacher (2020).

## Paleoecologia
I fossili di questi ciclidi sono stati ritrovati in terreni risalenti al Miocene superiore del Kenya centrale, in una zona che un tempo ospitava il "lago Waril".
Le specie di Baringochromis probabilmente cominciarono a suddividere il loro habitat iniziale attraverso la differenziazione trofica. I resti fossili indicano che si cibavano di piante e insetti, che sono stati ritrovati nello stesso deposito del paleo-lago Waril. Sono stati proposti possibili analoghi moderni con le varie specie di ciclidi presenti nei laghi attuali dell'Africa orientale.